# Génération (informatique)
 (mars 2023).
Si vous disposez d'ouvrages ou d'articles de référence ou si vous connaissez des sites web de qualité traitant du thème abordé ici, merci de compléter l'article en donnant les références utiles à sa vérifiabilité et en les liant à la section « Notes et références ».
Le fait de générer une entité dans le jargon informatique signifie produire cette entité et la matérialiser.
Cette entité peut être de diverses natures : texte, son, image, données binaires, vidéo (en 2D ou 3D), etc. La matérialisation peut être volatile, c'est-à-dire non destinée à être stockée (affichage à l'écran, production d'un son dans des haut-parleurs, etc.) ou au contraire stockée c'est-à-dire enregistrée sur un support à long terme (disque dur, impression sur papier, CD-ROM, etc.).